# Кшанавичюс, Аудрюс
Аудрюс Кшанавичюс (лит. Audrius Kšanavičius; 28 января 1977, Каунас) — литовский футболист, левый полузащитник. Выступал за сборную Литвы.

## Биография
Воспитанник каунасского футбола, первый тренер — Юозас Стиклерис. С 1994 года выступал за «ФБК Каунас» в высшем дивизионе Литвы. Становился чемпионом и призёром чемпионата, регулярно участвовал в матчах еврокубков. С конца 1990-х годов — капитан «Каунаса». В 1999 году признан лучшим игроком национального чемпионата. В 2000 году занял третье место среди бомбардиров чемпионата, забив 20 голов.
Летом 2001 года перешёл в латвийский клуб «Сконто» (Рига), где выступал до лета 2003 года. Стал трёхкратным победителем чемпионата и обладателем Кубка Латвии. Также в этот период был на просмотре в одном из клубов Голландии.
В 2004 году вернулся на родину, выступал за «Таурас» (Таураге) в первой лиге, а также «ФБК Каунас» и «Атлантас» (Клайпеда) в высшей лиге. С «Каунасом» ещё несколько раз побеждал в чемпионатах и Кубках Литвы.
Летом 2007 года был отдан в аренду в клуб чемпионата Шотландии «Хартс». 6 октября 2007 года забил первый гол за клуб, в ворота «Фалкирка» (4:2). Летом 2008 года подписал постоянный контракт с клубом, однако в январе 2009 года покинул «Хартс».
Вернувшись на родину, несколько лет играл в клубах низших лиг — в «Каунасе», переведённом за финансовые нарушения в третий дивизион, а также за «Цельсис» (Каунас) и «Летава» (Ионава). С 2013 года выступал за «Спирис»/«Кауно Жальгирис», с этим клубом поднялся в высший дивизион. В 2015—2016 годах провёл 9 матчей в элите, во всех выходил на замены. Также в 2016 году играл в первой лиге за «Хегельманн» (Каунас). В 39-летнем возрасте завершил карьеру.
Всего в высшем дивизионе Литвы сыграл 219 матчей и забил 47 голов.
Выступал за юниорскую и молодёжную сборные Литвы, провёл 12 матчей в отборочных турнирах первенств Европы.
В национальной сборной Литвы дебютировал 14 февраля 1997 года в матче против Польши в рамках товарищеского турнира на Кипре, заменив на 76-й минуте Марюса Безыкорноваса. В 1997—2000 годах провёл 8 матчей, затем в течение семи лет не выступал за сборную. Летом 2007 года вернулся в состав. 21 ноября 2007 года забил свои первые голы, сделав дубль в ворота сборной Грузии (2:0). Всего в 1997—2008 годах сыграл 19 матчей за сборную и забил два гола.
В последние годы карьеры также выступал в мини-футболе за каунасские клубы высшего дивизиона Литвы «Наутара» и «Цельсис».

## Достижения
- Чемпион Литвы: 1999, 2000, 2004, 2006
- Бронзовый призёр чемпионата Литвы: 1998/99
- Лучший футболист чемпионата Литвы: 1999
- Обладатель Кубка Литвы: 2004
- Чемпион Латвии: 2001, 2002, 2003
- Обладатель Кубка Латвии: 2002